# Лентикулярная печать
Лентикуля́рная печа́ть, линзора́стровая печа́ть — технология печати изображений, в которой лентикулярный растр используется для создания иллюзии глубины пространства и многоракурсности или смены изображения при просмотре под разными углами. Один из способов автостереоскопии, или безочковой сепарации изображений стереопары в 3D-фотографии.

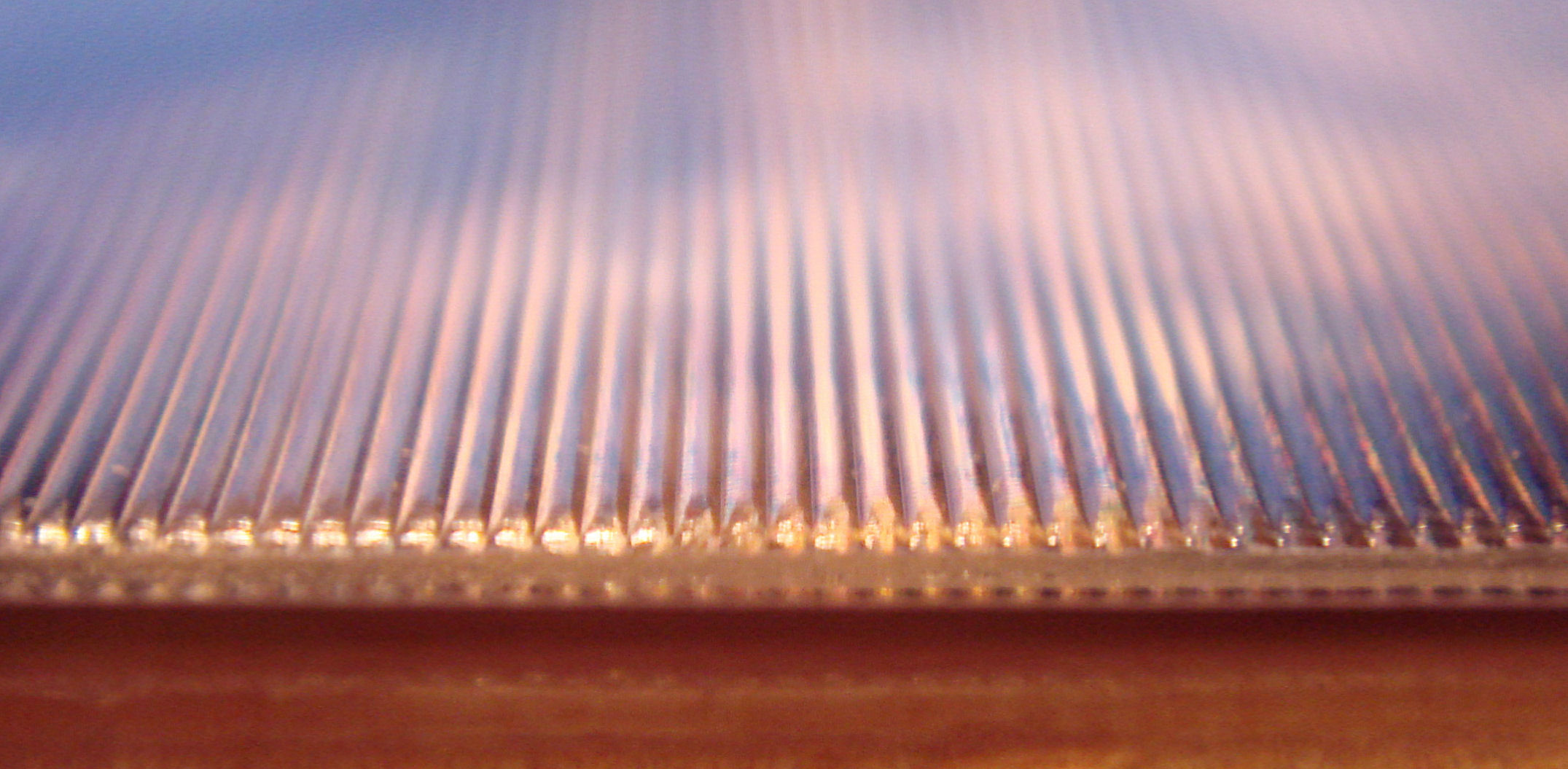
Поверхность лентикулярного растра с цилиндрическими линзами. Печать ведётся на плоской оборотной стороне

Примеры линзорастровой печати включают трёхмерный и анимационный эффекты, и в разговорной речи соответствующие типы отпечатков называются «стерео» и «варио». Оба эффекта могут сочетаться и в одном отпечатке. Например, в СССР были популярны отпечатанные таким способом «стереооткрытки», на которых объёмный портрет подмигивал при небольшом наклоне отпечатка. Тогда же получили распространение детские значки этого типа, неофициально называвшиеся «переливашки».
В некоторых странах, например США и Великобритании, лентикулярные отпечатки иногда называются в разговорной речи «голограммами» из-за внешнего сходства получаемого эффекта. Однако, к голографии эта технология не имеет никакого отношения.

## Принцип действия

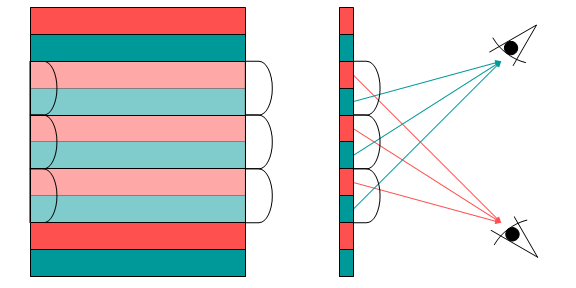
Принцип сепарации изображений лентикуляром

От любого другого отпечатка лентикулярный отличается наличием цилиндрического линзового растра — лентикуляра — через который рассматривается отпечатанное с его обратной стороны изображение. Лентикуляр представляет собой массив параллельных плоско-выпуклых цилиндрических линз («бороздок»), отпечатанный прессованием на листе прозрачного пластика. Одна сторона такого массива плоская, и на ней ведётся печать изображений, состоящих из узких полос, параллельных растру. Каждый такой отпечаток содержит два и более изображений, разбитых на узкие полосы, чередующиеся группами в строгом порядке. Расположенные над такими группами полос линзы увеличивают их в поперечном направлении и одновременно ограничивают угол видимости каждой полосы. В результате, каждое из изображений можно увидеть только с определённого направления, при отсутствии видимости других. За счёт поперечного оптического увеличения растра, элементарные полосы сливаются в сплошные изображения.

На рисунке изображён простейший пример сепарации изображений красного и зелёного квадратов. Каждое из них разделяется на ряд узких полос, параллельных растру, а затем полосы чередуются. Сквозь лентикуляр зелёные полосы видимы только под наклоном взгляда сверху вниз, а красные — только снизу вверх. Из каждого положения видно только одно частичное изображение, сливающееся в целое за счёт поперечного увеличения растра. С верхней точки обзора видимо только зелёное, а с нижней — только красное изображения. Таким же способом на оборотной стороне растра может быть отпечатано несколько изображений, каждое из которых видимо только с определённого угла обзора. При количестве изображений, достигающем 30, на отпечатке может быть зафиксирован короткий видеоролик, длительностью до 1 секунды. Он воспроизводится поворотом отпечатка вокруг оси, параллельной растру. При вертикальном расположении растра возможна запись одной или более стереопар, поскольку правый и левый глаза видят через такой растр разные изображения. Более того, при наклоне отпечатка вокруг вертикальной оси, глаза могут рассматривать несколько разных стереопар, снятых под разными углами. Таким образом реализуется многоракурсное изображение, позволяющее рассмотреть объект с разных сторон и даже «заглянуть» за него.

Детские значки-переливашки
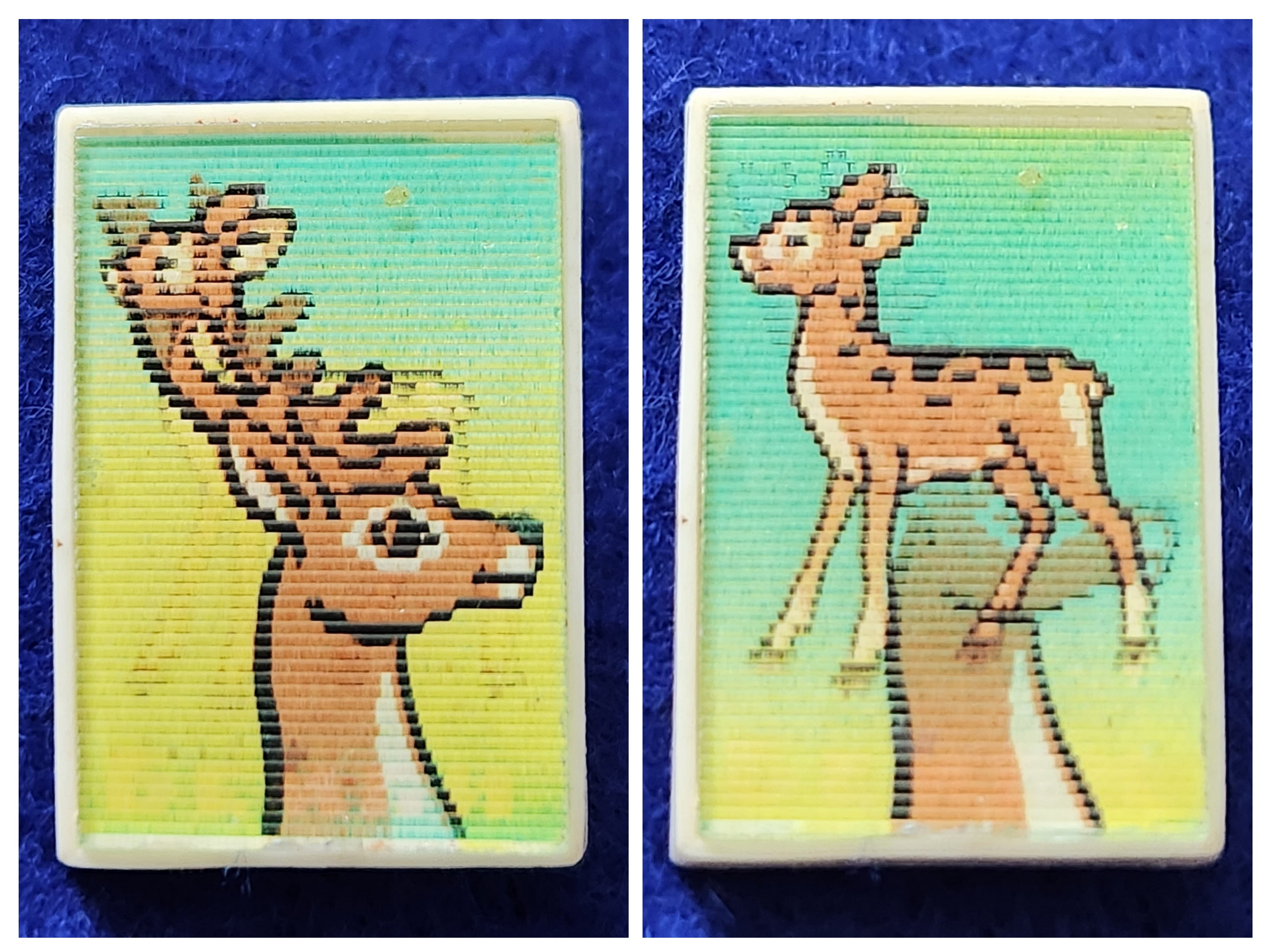
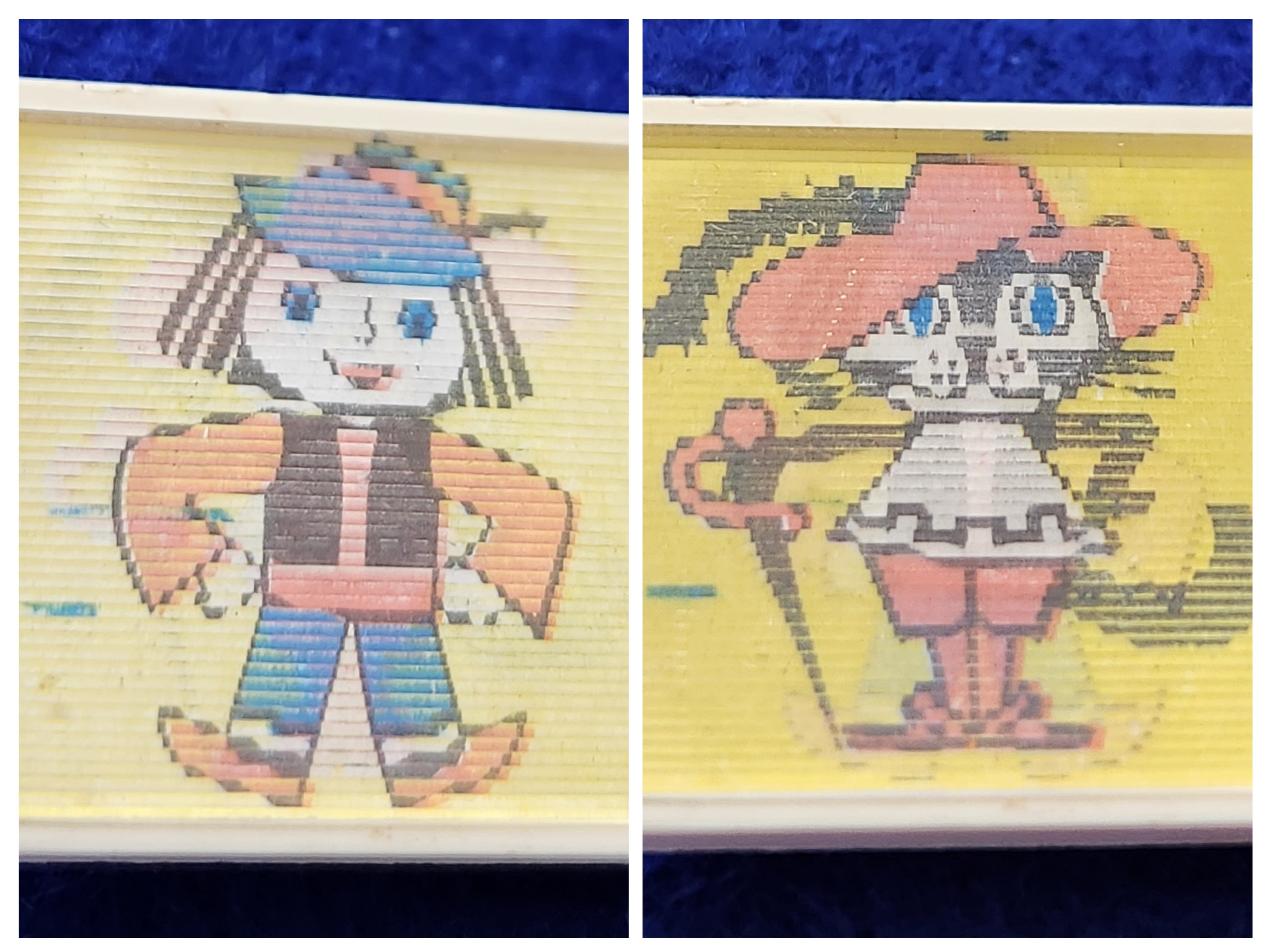
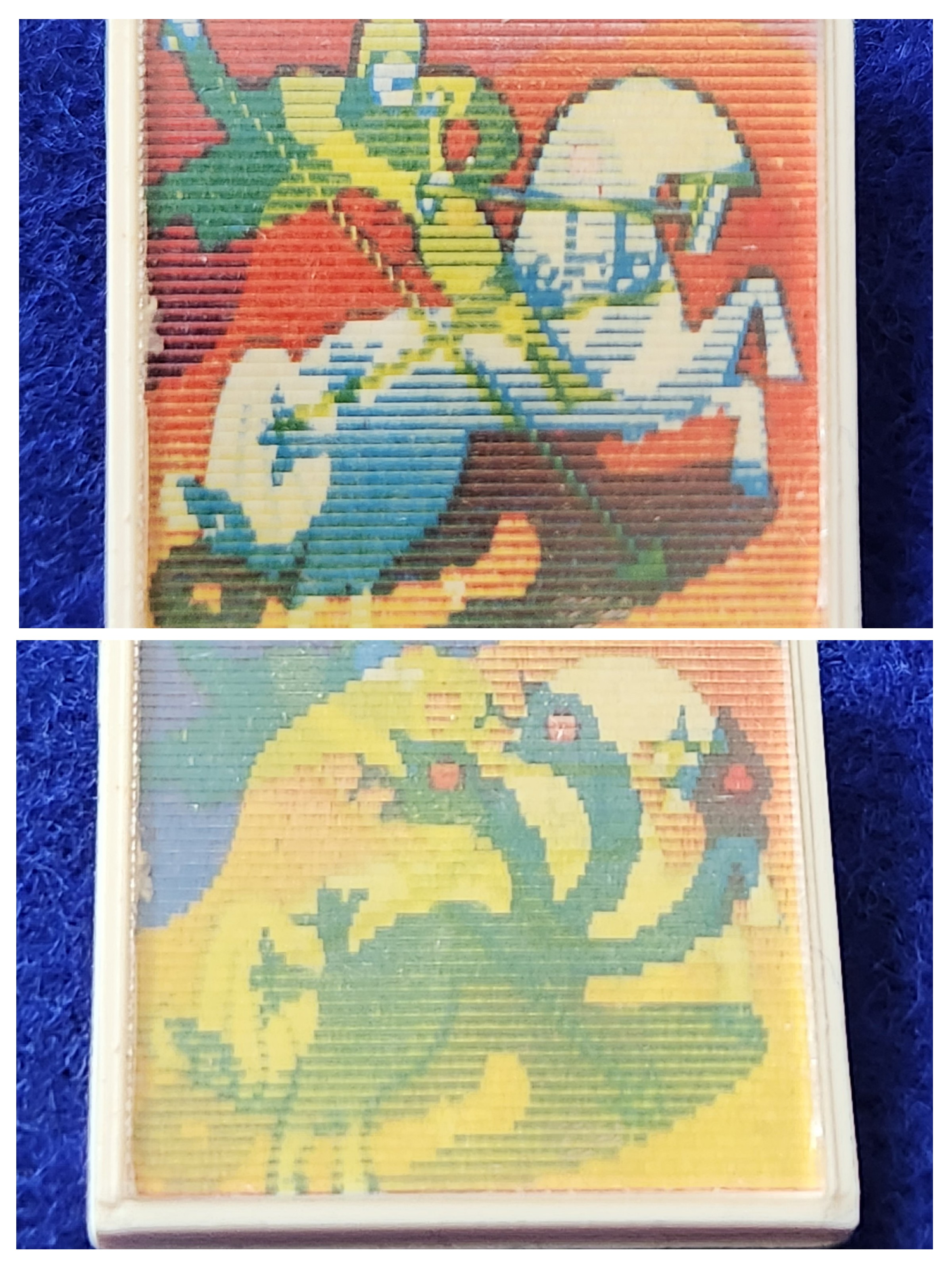
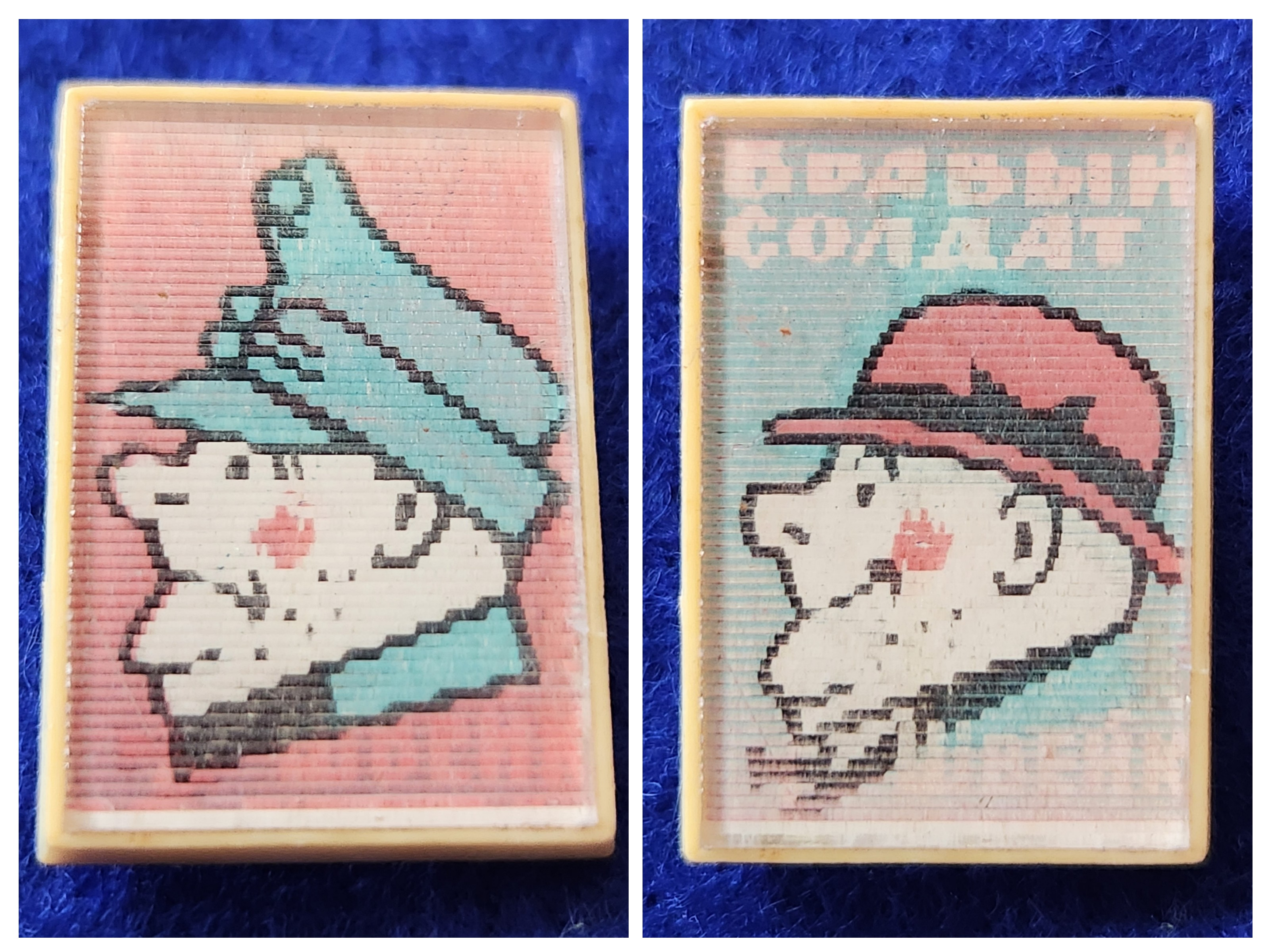
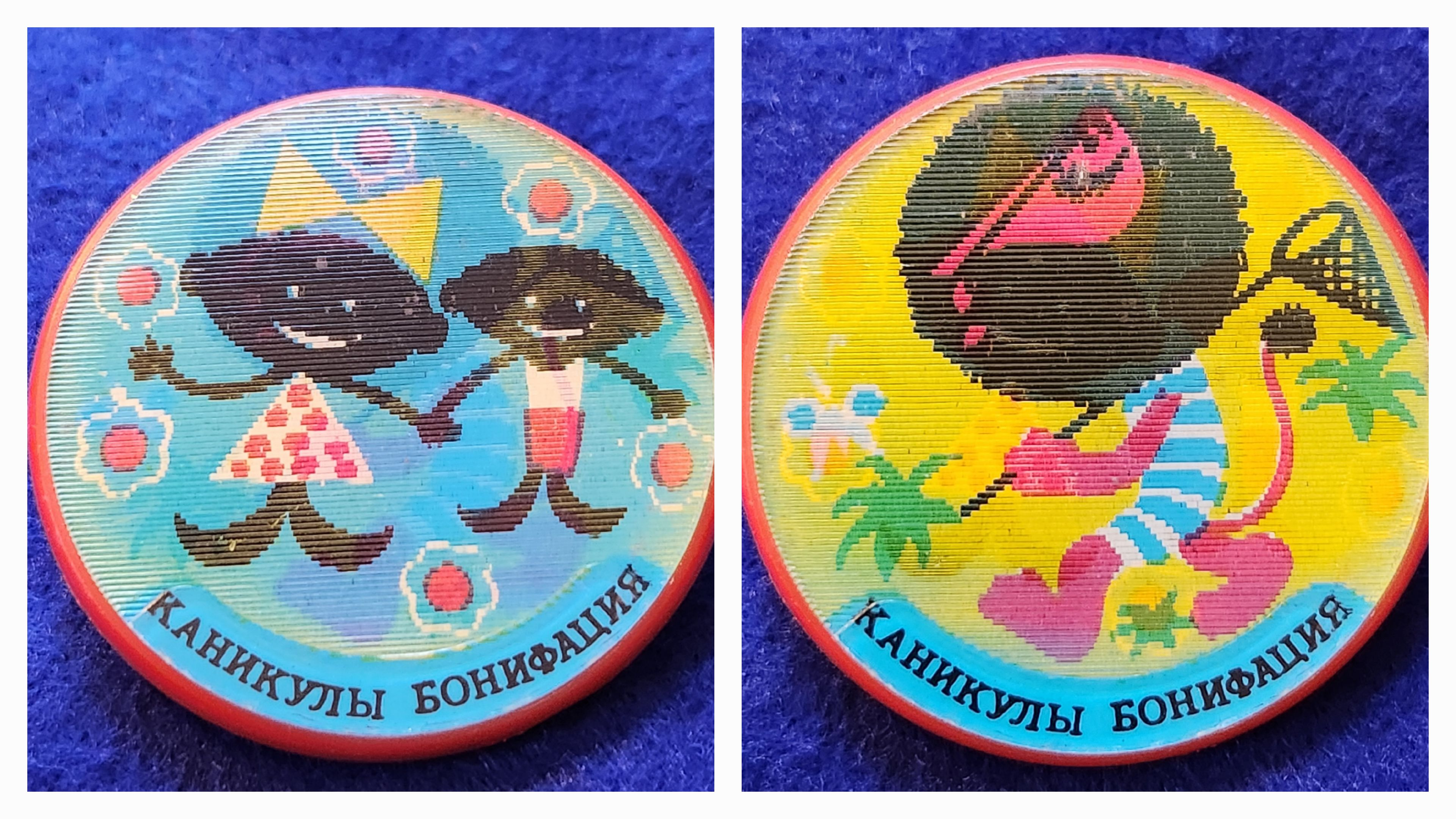